# اوکی‌یو-ئه

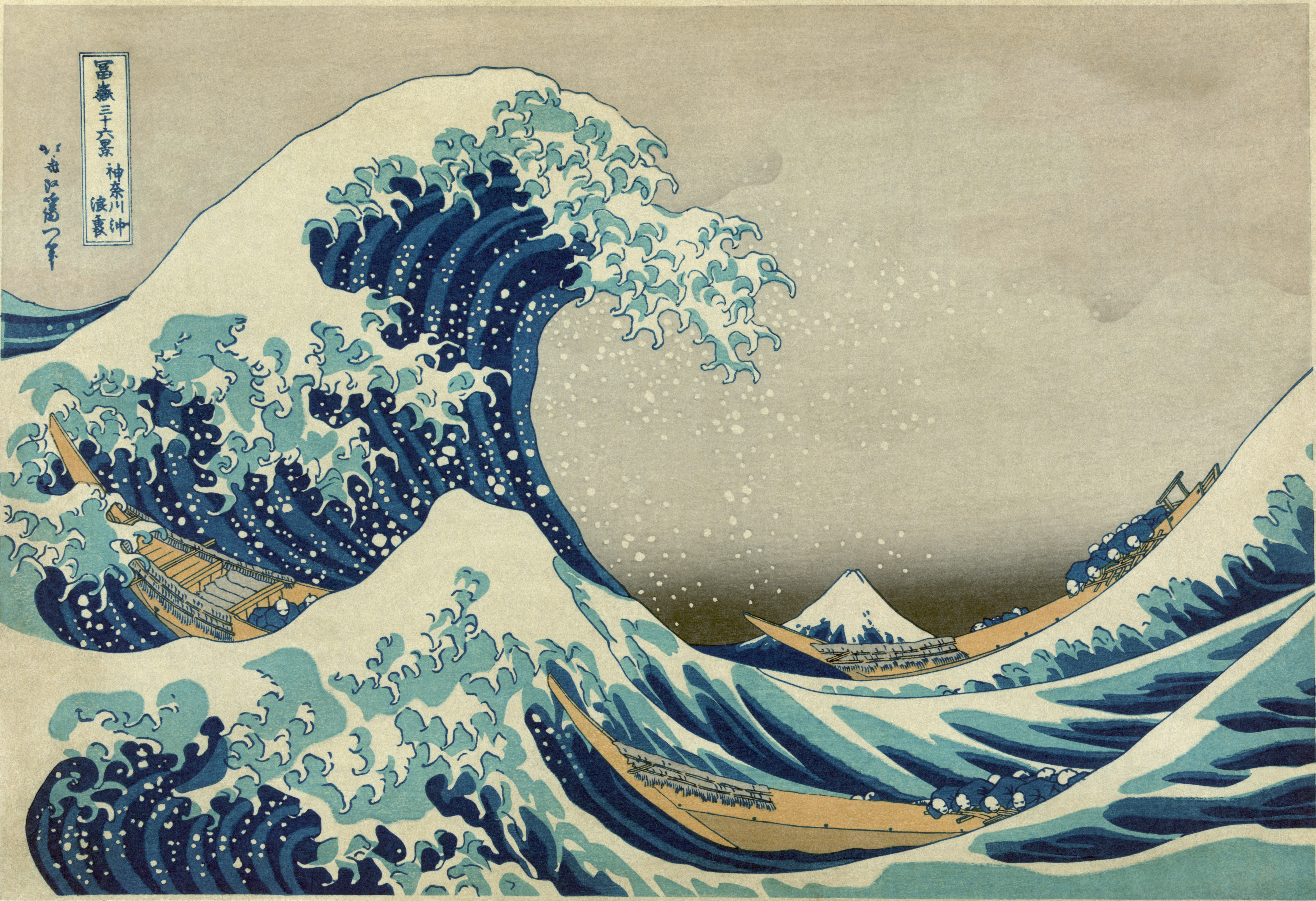
موج عظیم کاناگاوا اثر کاتسوشیکا هوکوسائی

اوکی‌یوئه (به ژاپنی: 浮世絵) گونه‌ای از چاپ کلیشهٔ چوبی است که در دوران ادو در ژاپن به مرحلهٔ باروری رسید. چاپ‌های چوبی اوکی‌یوئه به موضوع‌های روزمره زندگی می‌پرداخت و به سوژه‌هایی چون کابوکی، ادبیات کلاسیک، آداب و رسوم، مذهب، شعر، طبیعت بی‌جان، زندگی دربار و غرب‌گرایی توجه نشان می‌داد. اوکی‌یوئه در واژه به معنای نقاشی‌های جهان گذران است. این نقاشی‌ها، زیبایی‌های زودگذر جهان ملموس را موضوع کار خود قرار می‌دادند.

## روش ساخت

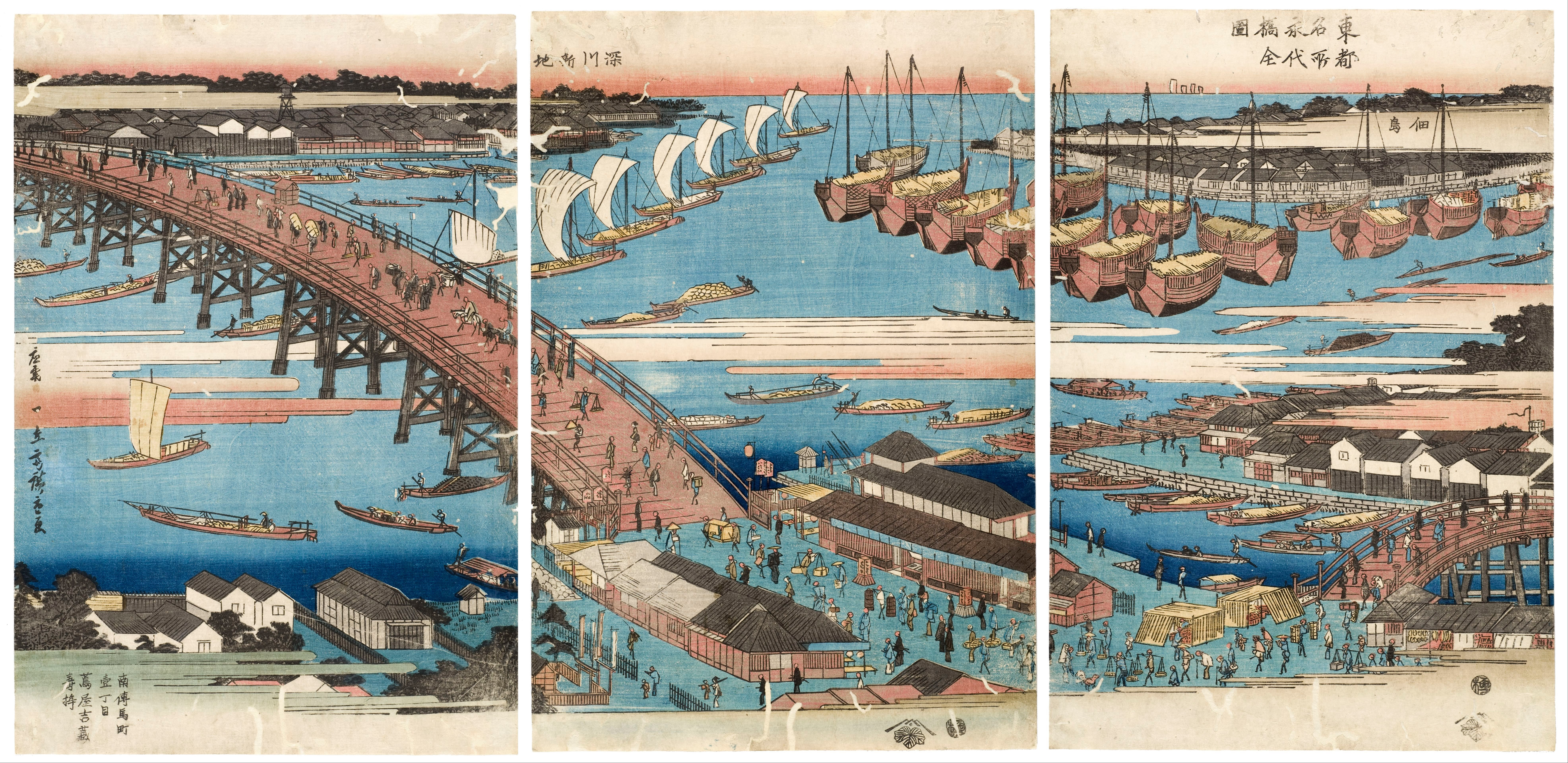
چشم‌انداز مشهور اِدو، نام اثری است از اوتاگاوا هیروشیگه، از نقاشان بنام اوکی‌یوئه در دورهٔ ادو در ژاپن. اثر که متشکل از سه بخش است، با تکنیک چاپ‌نقش چوبی و بین سال‌های ۱۸۲۰ تا ۱۸۵۸ میلادی خلق شده‌است. این اثر اکنون در موزه ملی فرهنگ‌های جهان در گوتِنبُرگ، سوئد نگه‌داری می‌شود.

برای ساختن اوکی‌یوئه، ابتدا طرحی را که نقاش بر کاغذی کشیده بود، به روی تخته‌ای از چوب گیلاس کنده‌کاری می‌کردند. آنگاه این تخته را رنگ می‌زدند و کاغذ را با دقت و توجه کافی روی آن قرار می‌دادند. هر جا که بنا بود رنگ‌های بیشتری به اثر نهایی اضافه شود، قالبی جداگانه برای هر رنگ ساخته می‌شد. با پایان کار قالب‌سازی، بیش از دویست کپی از یک اثر تهیه می‌کردند و بعد چوب گیلاس را که تحت تأثیر چاپ‌های متعدد رطوبت گرفته بود، برای شش ماه یا بیشتر در گوشه‌ای می‌گذاشتند تا خشک شود.

## اثرگذاری
آثار هنرمندان بنام اوکی‌یوئه نظیر هوکوسای، هیروشیگه و کونی‌یوشی از طریق کشتی‌های تجاری به بندرهای اروپایی رسید و با برگزاری نمایشگاه جهانی پاریس در سال ۱۸۶۷ و نمایشگاه‌های پس از آن به هنردوستان معرفی شد. اوکی‌یوئه منبع الهام مؤثری برای نقاشان جوان فرانسوی شد و در شکل‌گیری مکتب هنری امپرسیونیست نقش عمده‌ای ایفا کرد.

## نگارخانه

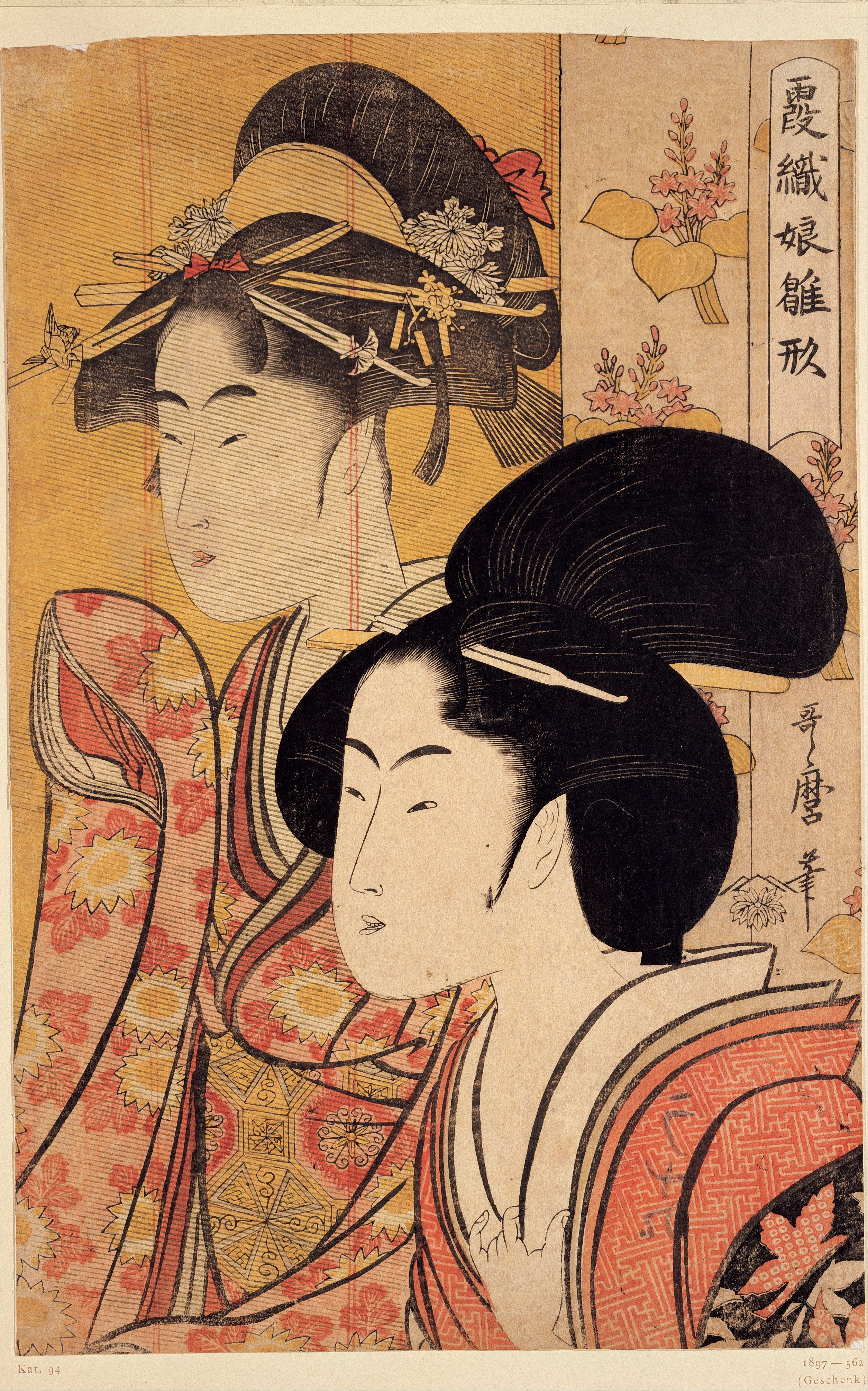
زیبارویان با بامبو حوالی ۱۷۹۵ م. اثر اوتامارو
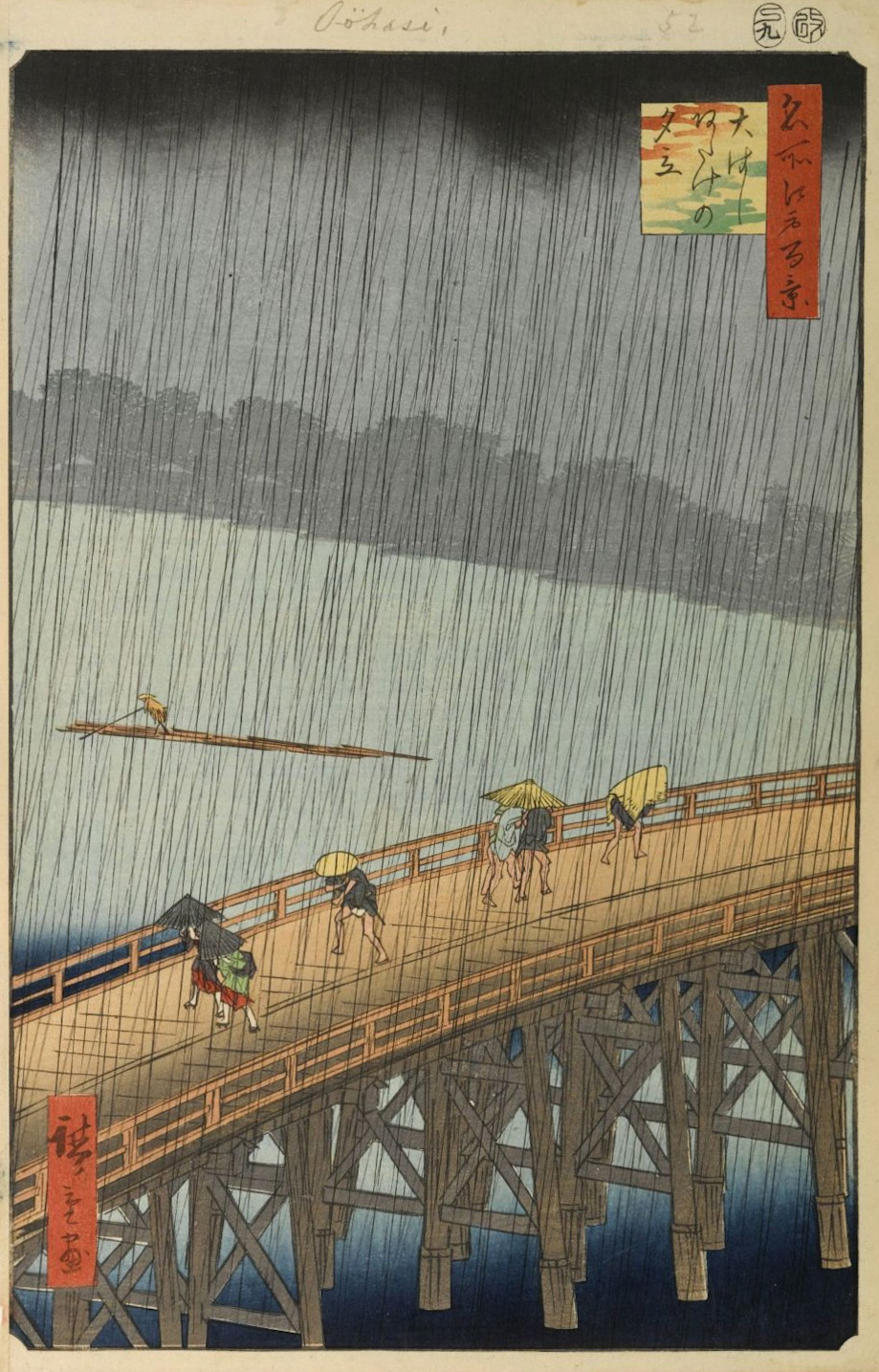
پل بزرگ، باران ناگهانی در آتاکه، هیروشیگه
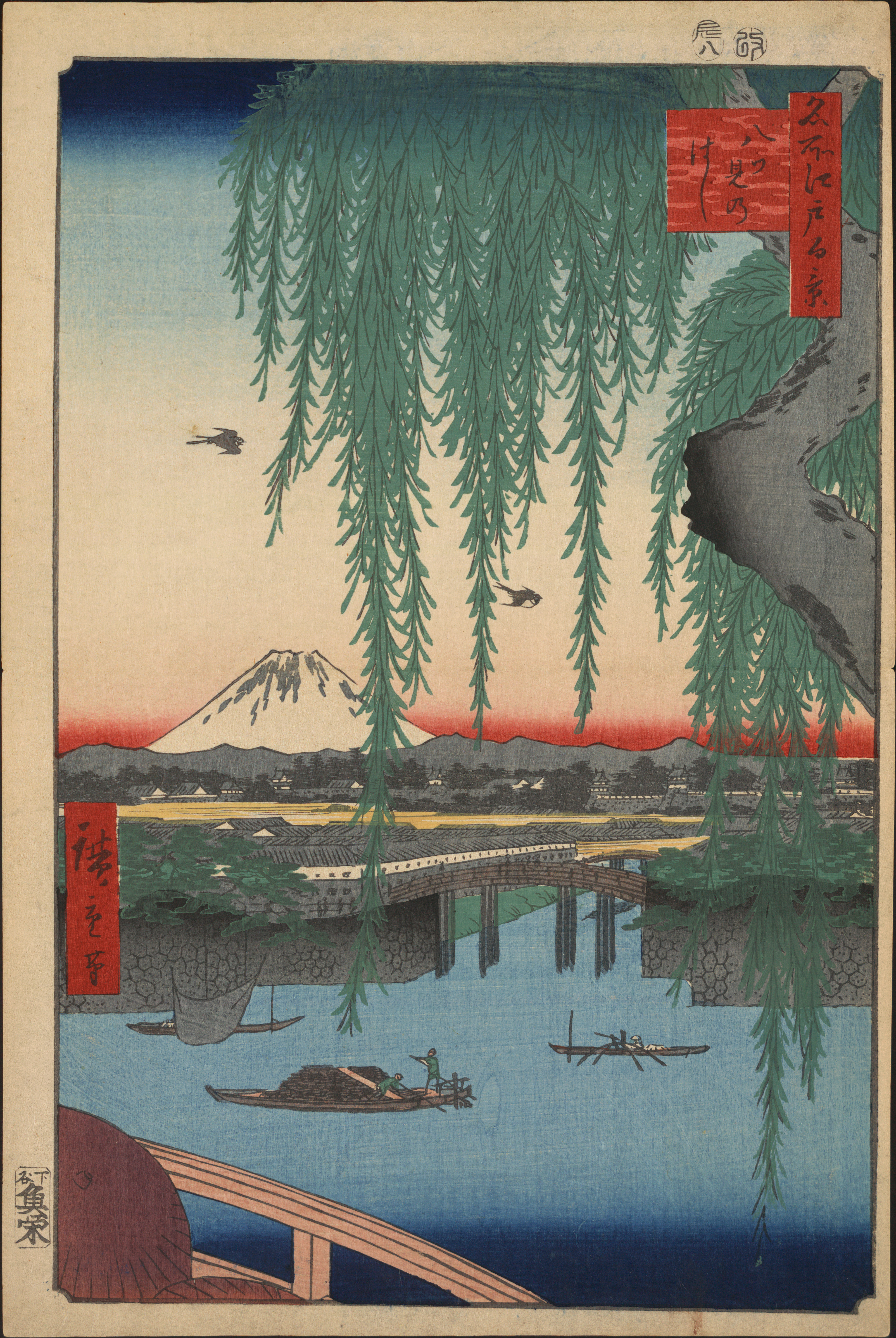
کشتی باربری یورویی، کوآمی‌چو، هیروشیگه
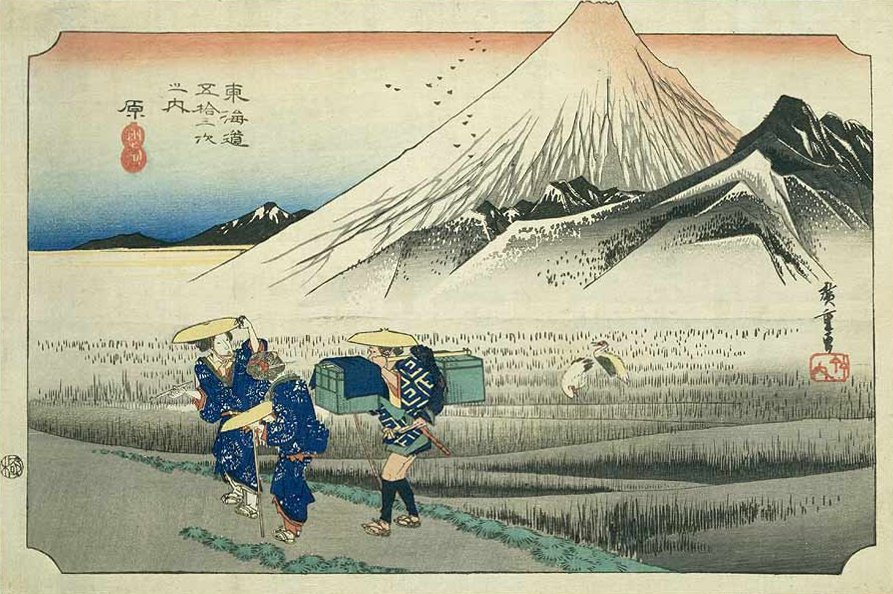
نمای کوه فوجی از هاراجوکو، هیروشیگه
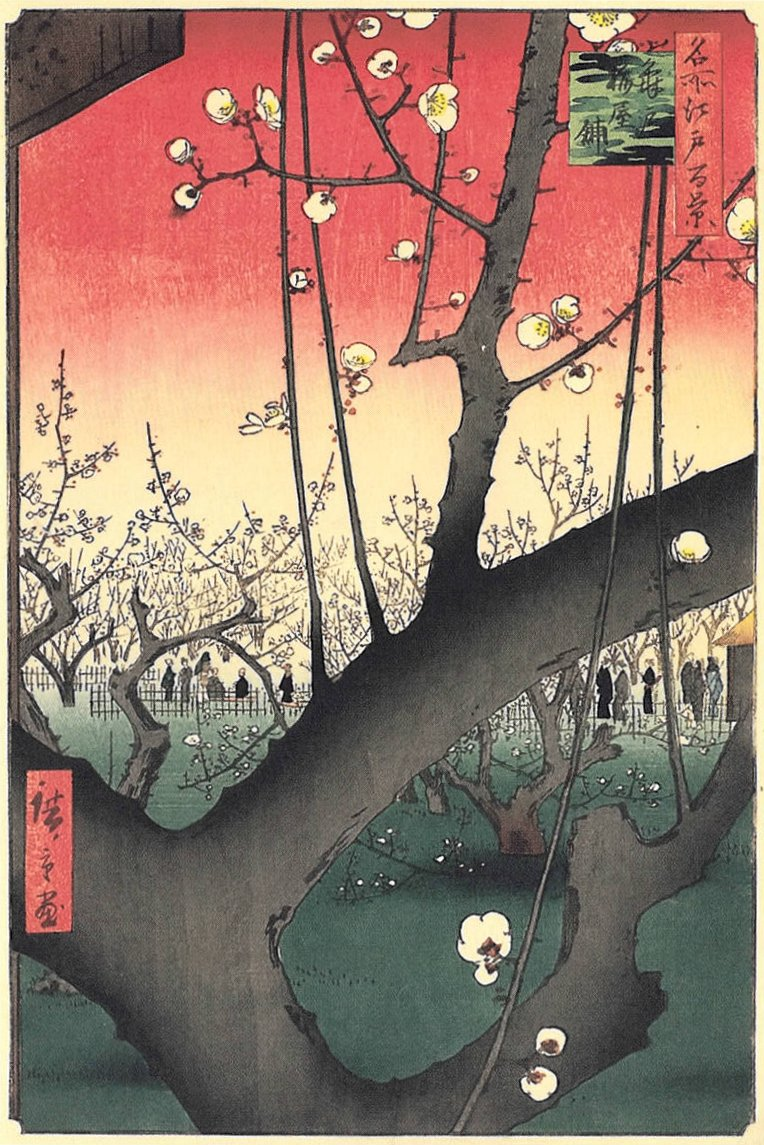
باغ آلوی کامِیدا، هیروشیگه
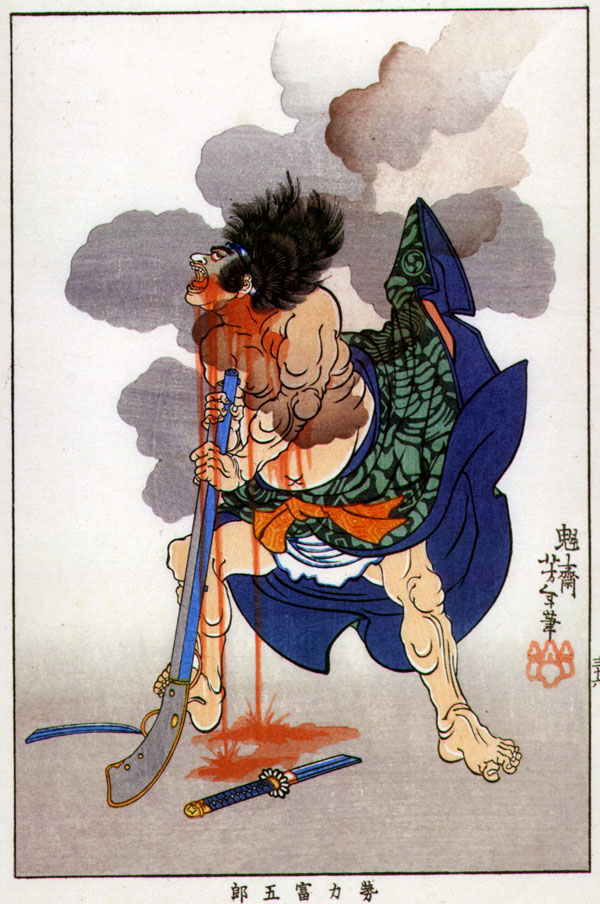
تومیگورو، یوشی‌توشی
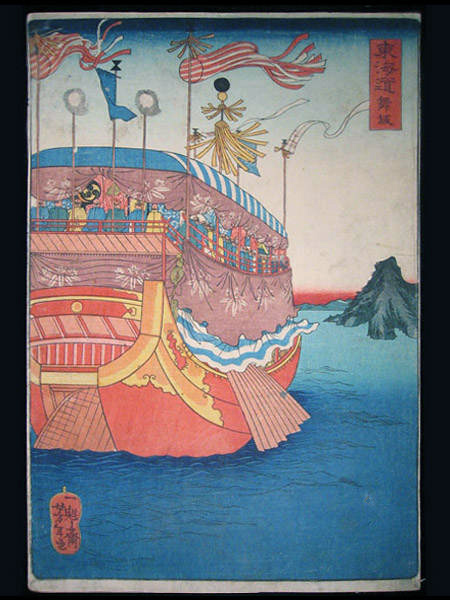
مایساکا، یوشی‌توشی
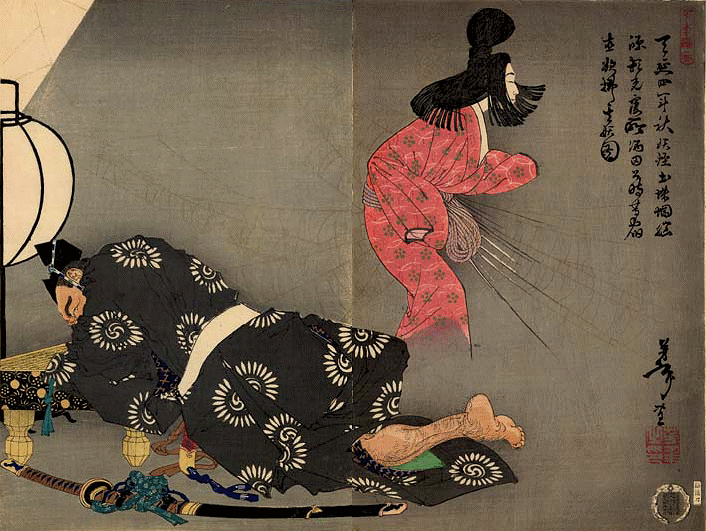
پرنسس عنکبوتی، یوشی‌توشی
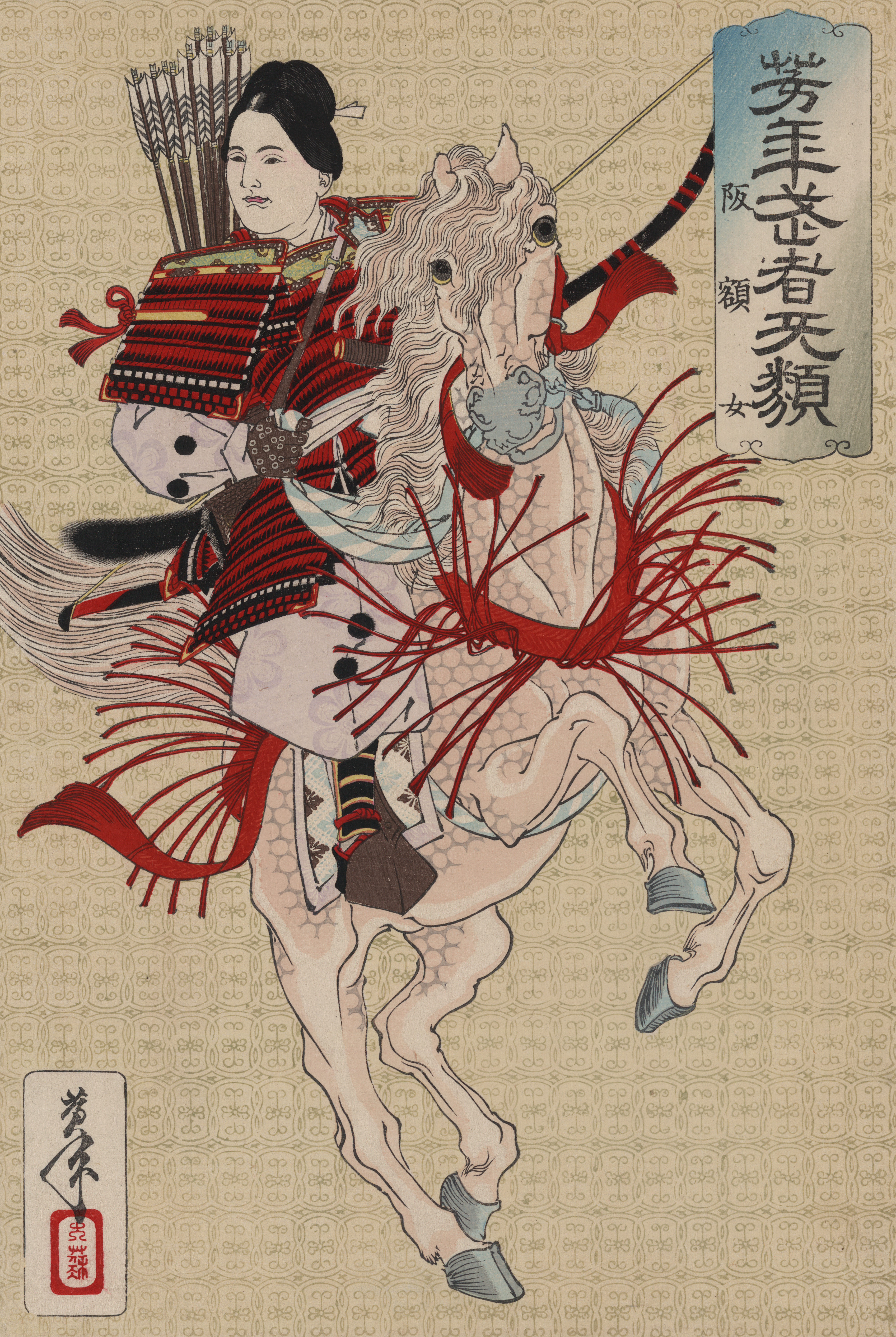
هانگاکو گوزن، یوشی‌توشی
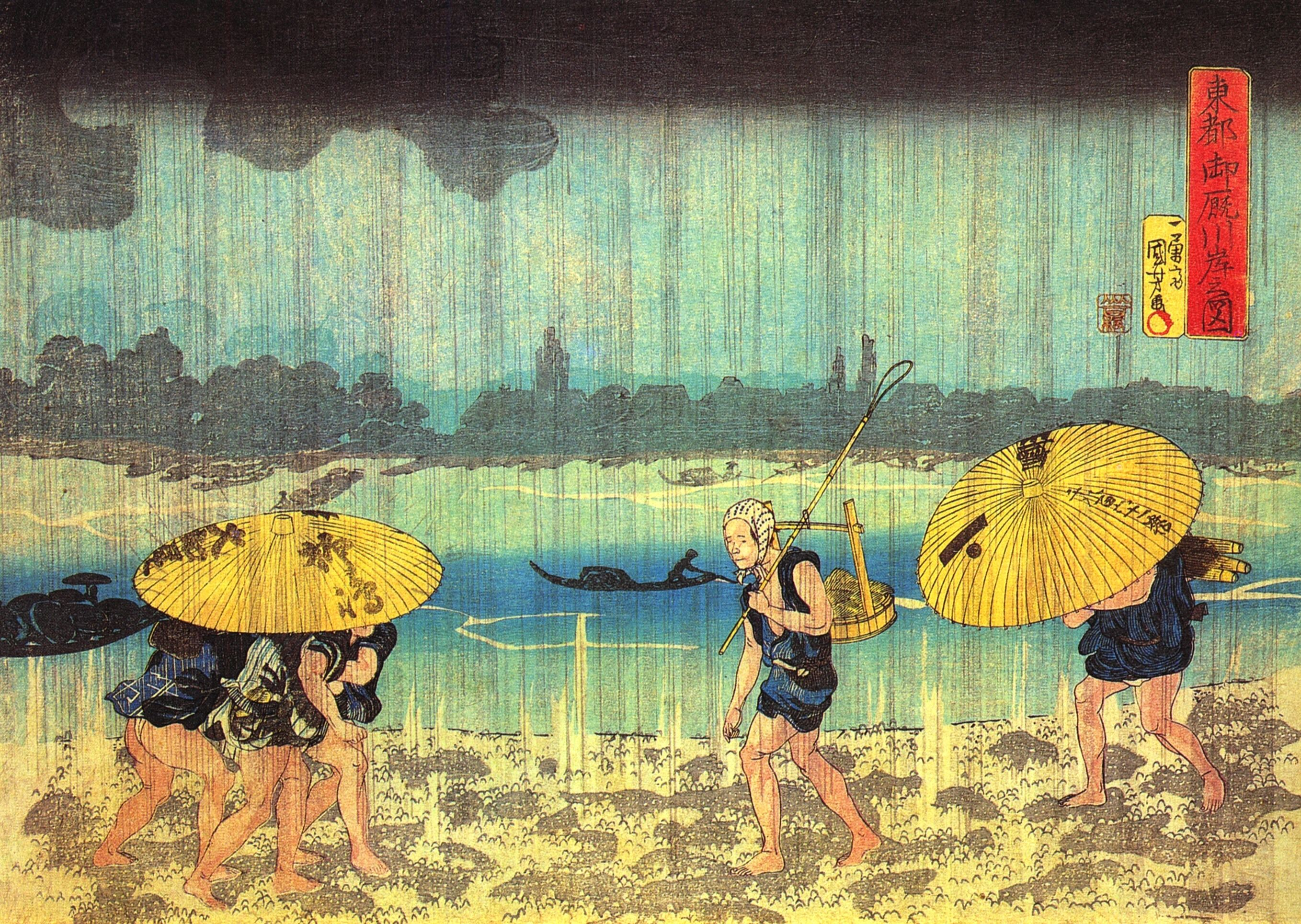
بر کرانهٔ رود سومیدا، کونی‌یوشی
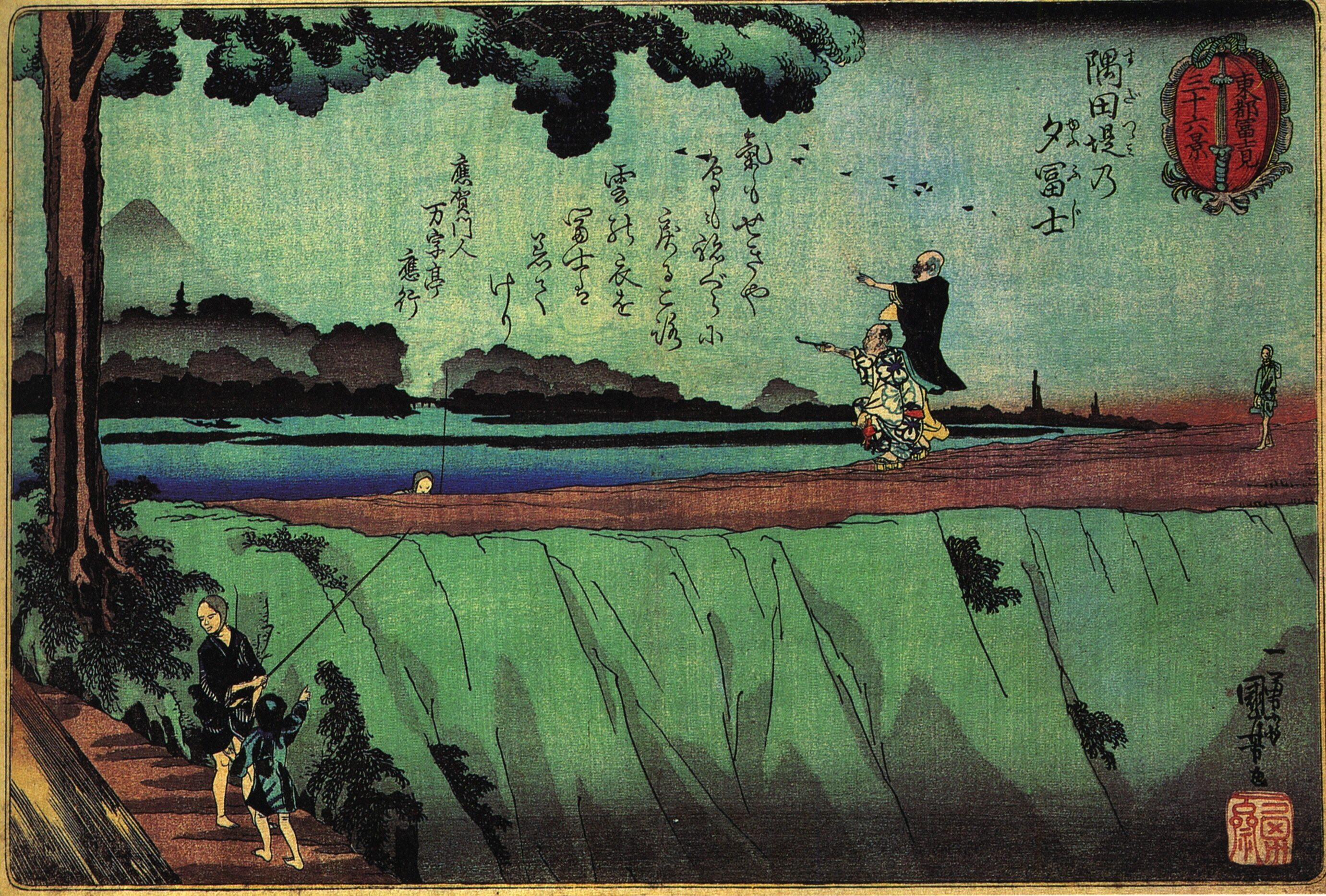
کوه فوجی از سومیدا، کونی‌یوشی
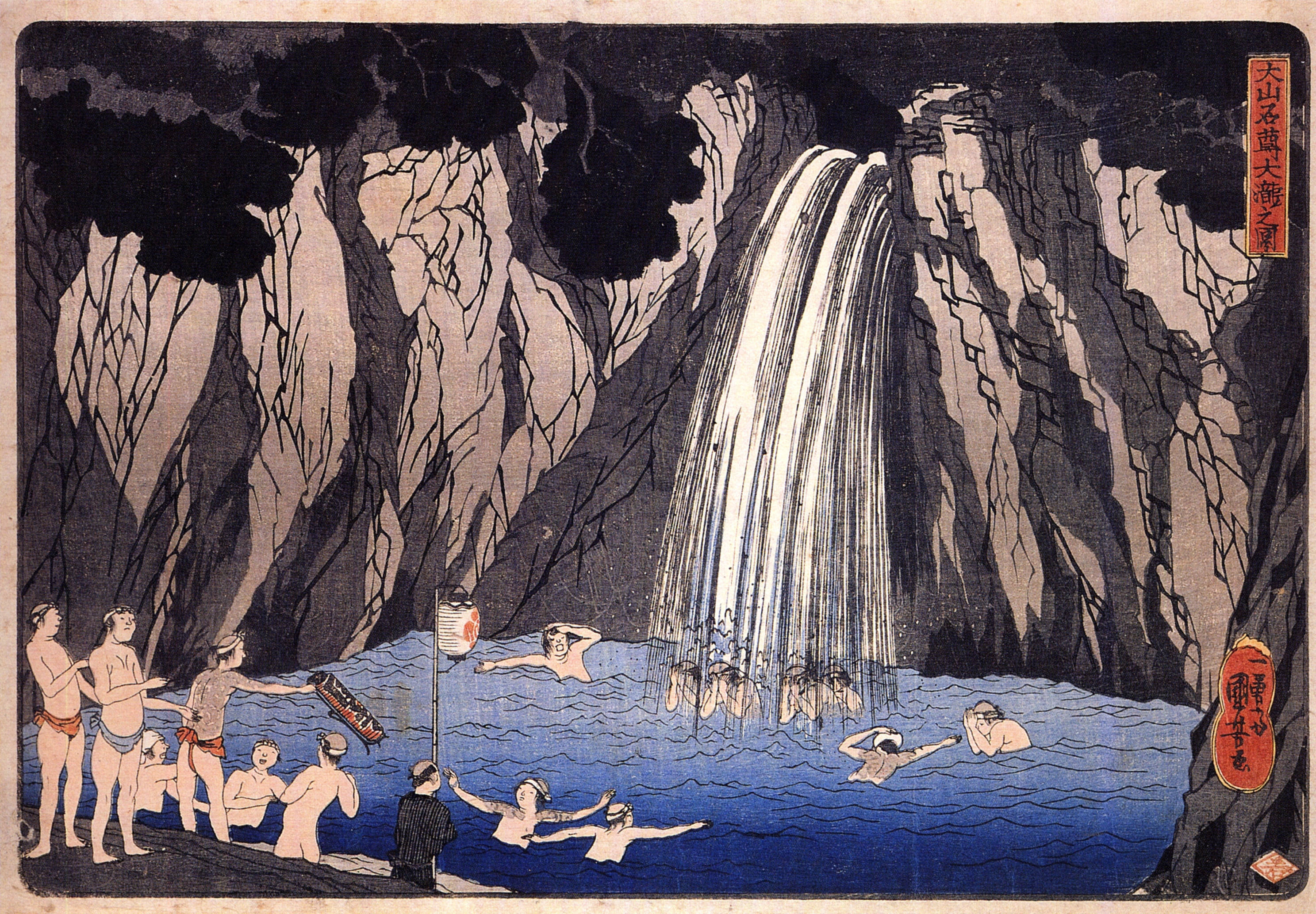
زائران کنار آبشار، کونی‌یوشی
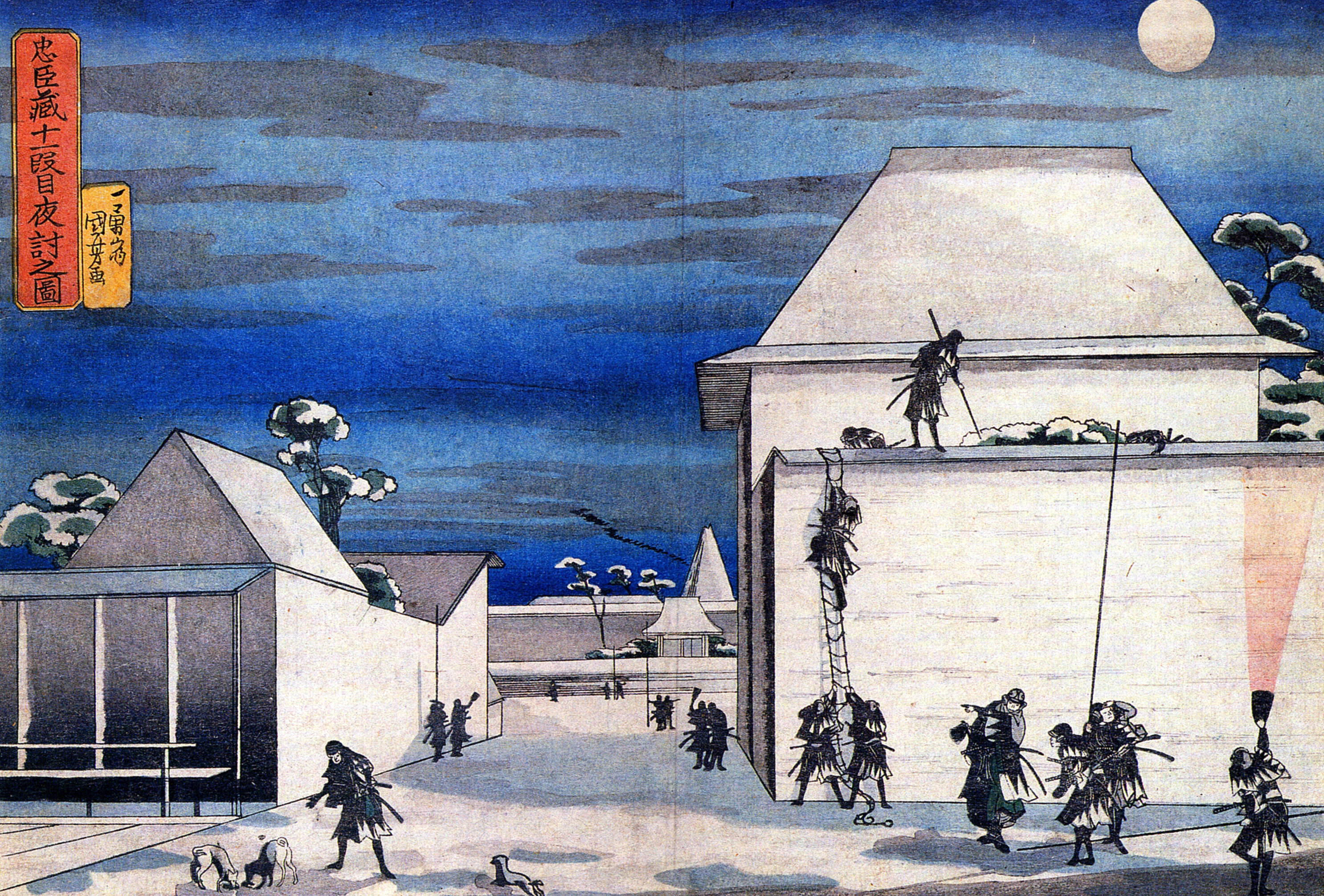
حمله به عمارت بزرگ (چوشینگورا)، کونی‌یوشی
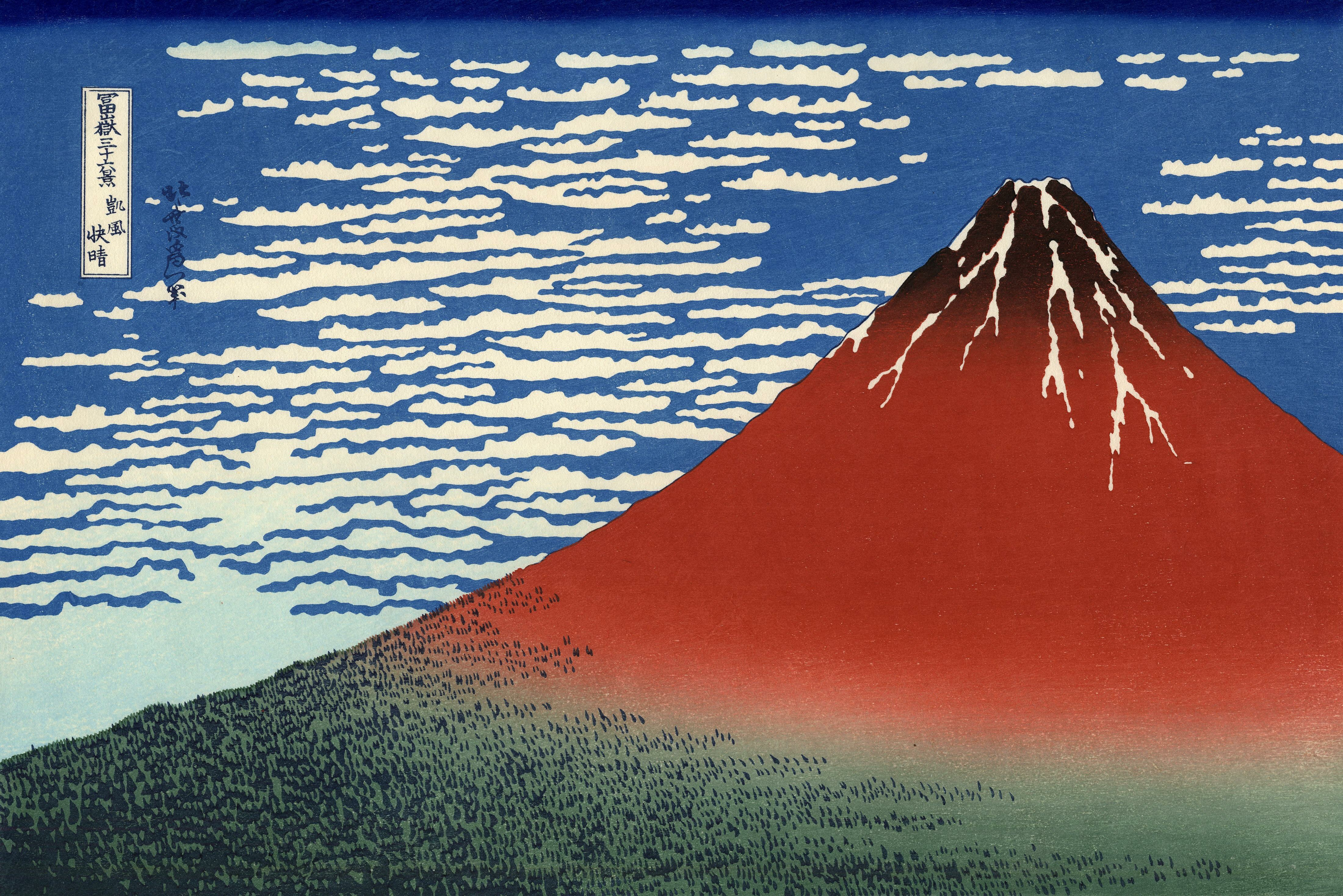
فوجی سرخ، هوکوسای
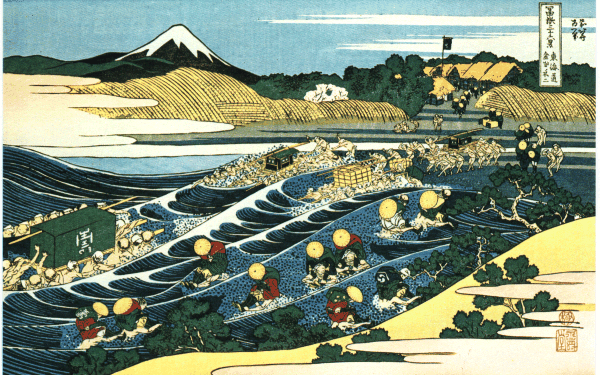
مسافران از رود اویی می‌گذرند، هوکوسای
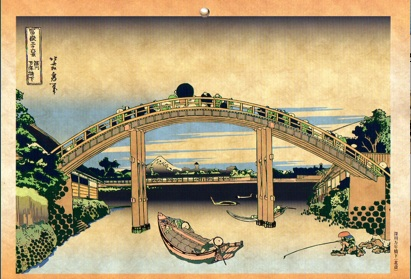
زیر پل مان‌نن در فوکاگاوا، هوکوسای
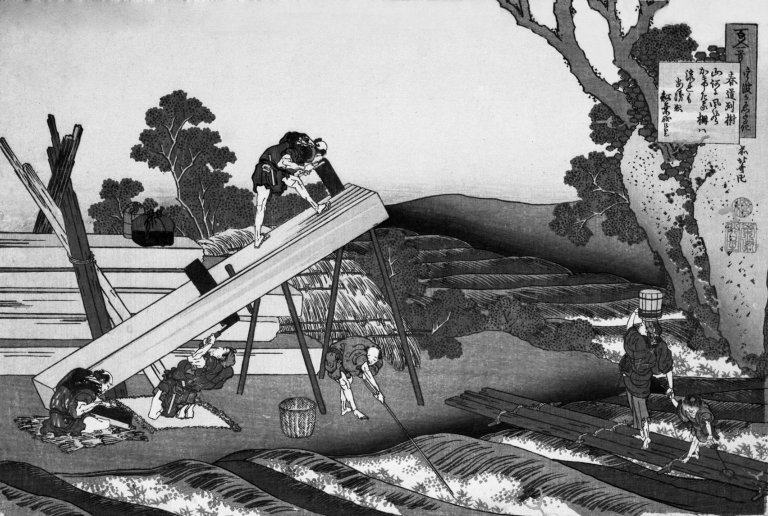
اره‌کش کنده را می‌برد، هوکوسای